# German Football League 2017
La German Football League 2017 fue la edición número 39 del German Bowl, la categoría más alta del fútbol americano en Alemania.
La temporada 2017 se realizó dese mediados de abril hasta principios de septiembre.
Después de la temporada regular se realizaron los play-offs.
El German Bowl se jugó el 7 de octubre en Berlín.

## Modo de disputa
El modo de disputa consiste en 16 equipos divididos en dos grupos (Norte y Sur) de 8 equipos cada uno.
Cada equipo se enfrenta dos veces (una de locatario y otra de visitante) contra los rivales del mismo grupo.
Cada victoria equivale a 2 puntos, un empate equivale a 1 punto y la derrota 0 puntos. 
Después de 14 fechas los 4 primeros de cada grupo se clasifican a los play-offs por el campeonato, mientras, los últimos de cada grupo jugarán un play-off contra los primeros de cada grupo de la GFL 2 para definir si mantienen la categoría. 
Los play-offs por el campeonato se realizan de forma transversal, es decir, los mejores contra los peores del otro grupo, por ejemplo: El primero del grupo A se enfrentará contra el cuarto del grupo B, el segundo contra el tercero y viceversa.
El local será el mejor clasificado en su grupo.
El orden de los partidos se organizarán de forma que no se crucen equipos que allan quedado en la misma posición en sus grupos (el segundo del grupo A no se enfrentará contra el segundo del grupo B), está regla se anula en la final al ser en campo neutral. 
En los play-offs por el descenso de enfrenta el último de cada grupo contra los primeros de los grupos de la GFL 2.
El enfrentamiento se realizará entre equipos de la misma zona (el último del grupo sur contra el primero del grupo sur de la GFL 2), se juega una eliminatoria de ida y vuelta dónde el equipo de la GFL 2 define de local.

## Equipos participantes

#### Grupo Norte
- Berlin Adler
- Berlin Rebels
- Cologne Crocodiles (Recién ascendido de la GFL 2 Norte)
- Dresden Monarchs
- Hamburg Huskies
- Hildesheim Invaders
- Kiel Baltic Hurricanes
- New Yorker Lions (Campeón del German Bowl 2016)

#### Grupo Sur
- Allgäu Comets
- Frankfurt Universe
- Ingolstadt Dukes (Recién ascendido de la GFL 2 Sur)
- Marburg Mercenaries
- Munich Cowboys
- Saarland Hurricanes
- Schwäbisch Hall Unicorns
- Stuttgart Scorpions

## Temporada Regular
La temporada regular empezó el 22 de abril y terminó el 3 de septiembre.

#### Grupo Norte
| Pl. | Equipo                        | Partidos   | Local    | Visitante | Puntos | TD      | Dif. |
| --- | ----------------------------- | ---------- | -------- | --------- | ------ | ------- | ---- |
| 1   | New Yorker Lions Braunschweig | 14(14/0/0) | 7(7/0/0) | 7(7/0/0)  | 28:0   | 609:132 | +477 |
| 2   | Kiel Baltic Hurricanes        | 14(10/0/4) | 7(6/0/1) | 7(4/0/3)  | 20:8   | 531:323 | +208 |
| 3   | Dresden Monarchs              | 14(10/0/4) | 7(5/0/2) | 7(5/0/2)  | 20:8   | 585:337 | +248 |
| 4   | Berlin Rebels                 | 14(8/0/6)  | 7(5/0/2) | 7(3/0/4)  | 16:12  | 462:313 | +149 |
| 5   | Cologne Crocodiles            | 14(6/0/8)  | 7(4/0/3) | 7(2/0/5)  | 12:16  | 373:390 | −17  |
| 6   | Hamburg Huskies               | 14(4/0/10) | 7(2/0/5) | 7(2/0/5)  | 8:20   | 196:543 | −347 |
| 7   | Hildesheim Invaders           | 14(3/0/11) | 7(2/0/5) | 7(1/0/6)  | 6:22   | 253:475 | −222 |
| 8   | Berlin Adler                  | 14(1/0/13) | 7(0/0/7) | 7(1/0/6)  | 2:26   | 163:659 | −496 |

#### Grupo Sur
| Pl. | Equipo                   | Partidos   | Local    | Visitante | Puntos | TD      | Dif. |
| --- | ------------------------ | ---------- | -------- | --------- | ------ | ------- | ---- |
| 1   | Schwäbisch Hall Unicorns | 14(14/0/0) | 7(7/0/0) | 7(7/0/0)  | 28:0   | 561:250 | +311 |
| 2   | Frankfurt Universe       | 14(12/0/2) | 7(6/0/1) | 7(6/0/1)  | 24:4   | 588:125 | +463 |
| 3   | Marburg Mercenaries      | 14(8/0/6)  | 7(4/0/3) | 7(4/0/3)  | 16:12  | 343:319 | +24  |
| 4   | Ingolstadt Dukes         | 14(7/0/7)  | 7(4/0/3) | 7(3/0/4)  | 14:14  | 399:406 | −7   |
| 5   | Allgäu Comets            | 14(6/0/8)  | 7(3/0/4) | 7(3/0/4)  | 12:16  | 307:428 | −121 |
| 6   | Stuttgart Scorpions      | 14(4/0/10) | 7(3/0/4) | 7(1/0/6)  | 8:20   | 227:403 | −176 |
| 7   | Munich Cowboys           | 14(3/0/11) | 7(1/0/6) | 7(2/0/5)  | 6:22   | 278:489 | −211 |
| 8   | Saarland Hurricanes      | 14(2/0/12) | 7(1/0/6) | 7(1/0/6)  | 4:24   | 186:469 | −283 |

## Play-offs

#### Descenso
| Promoción Norte  | Promoción Norte | Promoción Norte | Promoción Norte | Promoción Norte | Promoción Norte |
| Fecha            | Hora            | Local           | Resultado       | Visitante       | Estadio         |
| ---------------- | --------------- | --------------- | --------------- | --------------- | --------------- |
| 16 de septiembre | 15:00           | Berlín Adler    | 12 – 55         | Potsdam Royals  | Potsstadion     |
| 30 de septiembre | 15:30           | Potsdam Royals  | 21 – 12         | Berlín Adler    | Luftschiffhafen |

| Promoción Sur    | Promoción Sur | Promoción Sur       | Promoción Sur | Promoción Sur       | Promoción Sur     |
| Fecha            | Hora          | Local               | Resultado     | Visitante           | Estadio           |
| ---------------- | ------------- | ------------------- | ------------- | ------------------- | ----------------- |
| 16 de septiembre | 15:00         | Saarland Hurricanes | 28 – 21       | Kirchdorf Wildcats  | Ellenfeldstadion  |
| 30 de septiembre | 15:00         | Kirchdorf Wildcats  | 49 – 19       | Saarland Hurricanes | Inn-Energie-Arena |

#### Postemporada
|  | Cuartos de final | Cuartos de final | Cuartos de final |                 |                 | Semifinales     | Semifinales | Semifinales |  |              | Final        | Final | Final |  |
|  |                  |                  |                  |                 |                 |                 |             |             |  |              |              |       |       |  |
|  |                  |                  |                  |                 |                 |                 |             |             |  |              |              |       |       |  |
|  | Braunschweig     | Braunschweig     | 47               |                 |                 |                 |             |             |  |              |              |       |       |  |
|  | Braunschweig     | Braunschweig     | 47               |                 |                 |                 |             |             |  |              |              |       |       |  |
|  | Ingolstadt       | Ingolstadt       | 6                |                 |                 |                 |             |             |  |              |              |       |       |  |
|  | Ingolstadt       | Ingolstadt       | 6                |                 | Braunschweig    | Braunschweig    | 23          |             |  |              |              |       |       |  |
|  |                  |                  |                  |                 | Braunschweig    | Braunschweig    | 23          |             |  |              |              |       |       |  |
|  |                  |                  | Frankfurt        | Frankfurt       | 21              |                 |             |             |  |              |              |       |       |  |
|  | Frankfurt        | Frankfurt        | Frankfurt        | Frankfurt       | 21              | 26              |             |             |  |              |              |       |       |  |
|  | Frankfurt        | Frankfurt        |                  |                 |                 |                 |             |             |  |              |              |       |       |  |
|  | Dresden          | Dresden          | 16               |                 |                 |                 |             |             |  |              |              |       |       |  |
|  | Dresden          | Dresden          | 16               |                 |                 |                 |             |             |  | Braunschweig | Braunschweig | 13    |       |  |
|  |                  |                  |                  |                 |                 |                 |             |             |  | Braunschweig | Braunschweig | 13    |       |  |
|  |                  |                  | Schwäbisch Hall  | Schwäbisch Hall | 14              |                 |             |             |  |              |              |       |       |  |
|  | Schwäbisch Hall  | Schwäbisch Hall  | Schwäbisch Hall  | Schwäbisch Hall | 14              | 31              |             |             |  |              |              |       |       |  |
|  | Schwäbisch Hall  | Schwäbisch Hall  |                  |                 |                 |                 |             |             |  |              |              |       |       |  |
|  | Berlín           | Berlín           | 24               |                 |                 |                 |             |             |  |              |              |       |       |  |
|  | Berlín           | Berlín           | 24               |                 | Schwäbisch Hall | Schwäbisch Hall | 33          |             |  |              |              |       |       |  |
|  |                  |                  |                  |                 | Schwäbisch Hall | Schwäbisch Hall | 33          |             |  |              |              |       |       |  |
|  |                  |                  | Kiel             | Kiel            | 11              |                 |             |             |  |              |              |       |       |  |
|  | Kiel             | Kiel             | Kiel             | Kiel            | 11              | 28              |             |             |  |              |              |       |       |  |
|  | Kiel             | Kiel             |                  |                 |                 |                 |             |             |  |              |              |       |       |  |
|  | Marburg          | Marburg          | 14               |                 |                 |                 |             |             |  |              |              |       |       |  |
|  | Marburg          | Marburg          | 14               |                 |                 |                 |             |             |  |              |              |       |       |  |
|  |                  |                  |                  |                 |                 |                 |             |             |  |              |              |       |       |  |

### Cuartos de final
| 16 de septiembre de 2017, 18:00 | New Yorker Lions Braunschweig | 47-6 | Ingolstadt Dukes | Eintrak-Satdion, Braunschweig  |  |
|                                 |                               |      |                  | Asistencia: 2.900 espectadores |  |

| 17 de septiembre de 2017, 15:00 | Frankfurt Universe | 26-16 | Dresden Monarchs | Volksbank, Frankfurt           |  |
|                                 |                    |       |                  | Asistencia: 4.120 espectadores |  |

| 16 de septiembre de 2017, 17:00 | Schwäbisch Hall Unicorns | 31-24 | Berlín Rebels | Optima Sportpark, Schwäbisch Hall |  |
|                                 |                          |       |               | Asistencia: 1.900 espectadores    |  |

| 16 de septiembre de 2017, 16:00 | Kiel Baltic Hurricanes | 28-14 | Marburg Mercenaries | Kilía stadion, Kiel            |  |
|                                 |                        |       |                     | Asistencia: 2.600 espectadores |  |

### Semifinales
| 23 de septiembre de 2017, 18:00 | New Yorker Lions Braunschweig | 23-21 | Frankfurt Universe | Eintrak-Satdion, Braunschweig  |  |
|                                 |                               |       |                    | Asistencia: 4.787 espectadores |  |

| 23 de septiembre de 2017, 17:00 | Schwäbisch Hall Unicorns | 33-11 | Kiel Baltic Hurricanes | Optima Sportpark, Schwäbisch Hall |  |
|                                 |                          |       |                        | Asistencia: 2.722 espectadores    |  |

### Final
| 7 de octubre de 2018 | New Yorker Lions Braunschweig | 13-14 | Schwäbisch Hall Unicorns | Friedrich-Ludwig-Jahn-Sportpark, Berlín |  |
|                      |                               |       |                          | Asistencia: 13.502 espectadores         |  |

## Campeón
Campeón
Schwäbisch Hall Unicorns
 3.er título